# Tim Knol (album)
Tim Knol is het debuutalbum van de Nederlandse singer-songwriter Tim Knol.

## Opnamen
Tim Knol speelde in de folkrockgroep Be Right Back toen hij in contact kwam met Matthijs van Duijvenbode. Ze besloten samen een aantal nummers te schrijven, waarvan ze er één plaatsten op de myspace van Knol. Dit nummer kwam ter ore van Ferry Roseboom, labelmanager van Excelsior Recordings, die Knol in mei 2009 een contract aanbood, dat getekend werd op Lowlands. Rooseboom raadde Knol aan contact te leggen met Anne Soldaat, waarna het drietal, met bassist Reyer Zwart en drummer Jeroen Kleijn de Studio Sound Enterprise in Weesp ingingen, om de nieuwe nummers op te nemen. Gedurende het opnameproces kwam Anne Soldaat nog met het nummer Only waiting op de proppen, dat hij speciaal geschreven had voor Knol. Ook werd er een nummer opgenomen dat Knol had geschreven met oud-Be Right Back lid Pieter Tensen. Eind 2009 verzorgde Knol, samen met Van Duijvenbode, het voorprogramma tijdens de afscheidstournee van Johan. Op Noorderslag 2010 presenteerde Knol enkele van de nummers met zijn nieuwe live-band, die naast Van Duijvenbode en Soldaat bestond uit Kees Schaper en Jeroen Overman.
Op 25 januari 2010 verscheen het album in de winkel en op 3 februari volgde een officiële presentatie in Paradiso Amsterdam. Het album kreeg zeer goede kritieken en kwam op 12 binnen in de Album Top 100. Na de release ging Knol op een uitgebreide clubtour, met ook enkele concerten in Duitsland. Ook volgden er diverse radio- en televisieoptredens, onder andere bij De Wereld Draait Door, GIEL, Evers Staat Op, Opium en VPRO's Nederpopshow. Direct na het verschijnen van het album, gingen Knol en Van Duijvenbode werken aan nieuwe nummers voor een volgende plaat. In april 2010 werd het nummer When I am king verkozen tot single, waarna het nummer regelmatig te horen was op diverse radiostations. Op 24 mei werd het album door Excelsior Recordings uitgegeven in Engeland. Hiermee was Tim Knol het eerste album dat de platenmaatschappij in Engeland uitgaf. In juli werd het nummer Sam opnieuw gemixt en in augustus als vinylsingle uitgegeven. Het nummer werd megahit op 3FM. De videoclip van het nummer werd gemaakt door Jean-Marc van Tol. Op 29 november werd het album opnieuw uitgebracht, met een bonusalbum met 9 akoestische versies van nummers van het album, onder de naam Music in my room.

## Muzikanten
- Tim Knol - zang en gitaar
- Anne Soldaat - gitaar en zang
- Matthijs van Duijvenbode - keyboards en zang
- Reyer Zwart - basgitaar, zang en mandoline
- Jeroen Kleijn - drums

### Gastmuzikanten
- Marieke de Bruijn String Quartet - viool
- Roland van Beveren - pedal steel op 3, 5 en 10
- Jacob de Greeuw - gitaar op 2, zang op 5 en 11
- Kees Schaper - percussie op 4, 6, 9, 11 en 12
- Jeroen Overman - percussie op 12

## Tracklist
1. Clean up (Knol/Van Duijvenbode)
2. 'Sam' (Knol)
3. Sound familiar (Van Duijvenbode)
4. When I got here (Knol/Van Duijvenbode)
5. Find all the love (Knol/Van Duijvenbode)
6. Only waiting (Soldaat)
7. Or so I'm told (Van Duijvenbode)
8. When I am king (Knol/Van Duijvenbode)
9. Must assist (Knol/Van Duijvenbode)
10. Music in my room (Knol)
11. Me & a lot like you (Knol/Van Duijvenbode)
12. Silverman hotel (Knol/Van Duijvenbode)
13. Driving home (Knol/Van Duijvenbode/Tensen)
14. Deepest of oceans (Knol/Van Duijvenbode)

## Hitnotering

### NederlandseAlbum Top 100
| Hitnotering: (Week 1 t/m 11) 30-01-2010 t/m 10-04-2010 Hitnotering: (Week 12) 29-05-2010 Hitnotering: (Week 13 t/m 14) 26-06-2010 t/m 03-07-2010 Hitnotering: (Week 15 t/m 42) 07-08-2010 t/m 12-02-2010 Hitnotering: (Week 43 t/m 45) 12-03-2011 t/m 26-03-2011 Hitnotering: (Week 46 t/m 49) 09-04-2011 t/m 30-04-2011 Hitnotering: (Week 50 t/m 55) 21-05-2011 t/m 25-06-2011 | Hitnotering: (Week 1 t/m 11) 30-01-2010 t/m 10-04-2010 Hitnotering: (Week 12) 29-05-2010 Hitnotering: (Week 13 t/m 14) 26-06-2010 t/m 03-07-2010 Hitnotering: (Week 15 t/m 42) 07-08-2010 t/m 12-02-2010 Hitnotering: (Week 43 t/m 45) 12-03-2011 t/m 26-03-2011 Hitnotering: (Week 46 t/m 49) 09-04-2011 t/m 30-04-2011 Hitnotering: (Week 50 t/m 55) 21-05-2011 t/m 25-06-2011 | Hitnotering: (Week 1 t/m 11) 30-01-2010 t/m 10-04-2010 Hitnotering: (Week 12) 29-05-2010 Hitnotering: (Week 13 t/m 14) 26-06-2010 t/m 03-07-2010 Hitnotering: (Week 15 t/m 42) 07-08-2010 t/m 12-02-2010 Hitnotering: (Week 43 t/m 45) 12-03-2011 t/m 26-03-2011 Hitnotering: (Week 46 t/m 49) 09-04-2011 t/m 30-04-2011 Hitnotering: (Week 50 t/m 55) 21-05-2011 t/m 25-06-2011 | Hitnotering: (Week 1 t/m 11) 30-01-2010 t/m 10-04-2010 Hitnotering: (Week 12) 29-05-2010 Hitnotering: (Week 13 t/m 14) 26-06-2010 t/m 03-07-2010 Hitnotering: (Week 15 t/m 42) 07-08-2010 t/m 12-02-2010 Hitnotering: (Week 43 t/m 45) 12-03-2011 t/m 26-03-2011 Hitnotering: (Week 46 t/m 49) 09-04-2011 t/m 30-04-2011 Hitnotering: (Week 50 t/m 55) 21-05-2011 t/m 25-06-2011 | Hitnotering: (Week 1 t/m 11) 30-01-2010 t/m 10-04-2010 Hitnotering: (Week 12) 29-05-2010 Hitnotering: (Week 13 t/m 14) 26-06-2010 t/m 03-07-2010 Hitnotering: (Week 15 t/m 42) 07-08-2010 t/m 12-02-2010 Hitnotering: (Week 43 t/m 45) 12-03-2011 t/m 26-03-2011 Hitnotering: (Week 46 t/m 49) 09-04-2011 t/m 30-04-2011 Hitnotering: (Week 50 t/m 55) 21-05-2011 t/m 25-06-2011 | Hitnotering: (Week 1 t/m 11) 30-01-2010 t/m 10-04-2010 Hitnotering: (Week 12) 29-05-2010 Hitnotering: (Week 13 t/m 14) 26-06-2010 t/m 03-07-2010 Hitnotering: (Week 15 t/m 42) 07-08-2010 t/m 12-02-2010 Hitnotering: (Week 43 t/m 45) 12-03-2011 t/m 26-03-2011 Hitnotering: (Week 46 t/m 49) 09-04-2011 t/m 30-04-2011 Hitnotering: (Week 50 t/m 55) 21-05-2011 t/m 25-06-2011 | Hitnotering: (Week 1 t/m 11) 30-01-2010 t/m 10-04-2010 Hitnotering: (Week 12) 29-05-2010 Hitnotering: (Week 13 t/m 14) 26-06-2010 t/m 03-07-2010 Hitnotering: (Week 15 t/m 42) 07-08-2010 t/m 12-02-2010 Hitnotering: (Week 43 t/m 45) 12-03-2011 t/m 26-03-2011 Hitnotering: (Week 46 t/m 49) 09-04-2011 t/m 30-04-2011 Hitnotering: (Week 50 t/m 55) 21-05-2011 t/m 25-06-2011 | Hitnotering: (Week 1 t/m 11) 30-01-2010 t/m 10-04-2010 Hitnotering: (Week 12) 29-05-2010 Hitnotering: (Week 13 t/m 14) 26-06-2010 t/m 03-07-2010 Hitnotering: (Week 15 t/m 42) 07-08-2010 t/m 12-02-2010 Hitnotering: (Week 43 t/m 45) 12-03-2011 t/m 26-03-2011 Hitnotering: (Week 46 t/m 49) 09-04-2011 t/m 30-04-2011 Hitnotering: (Week 50 t/m 55) 21-05-2011 t/m 25-06-2011 | Hitnotering: (Week 1 t/m 11) 30-01-2010 t/m 10-04-2010 Hitnotering: (Week 12) 29-05-2010 Hitnotering: (Week 13 t/m 14) 26-06-2010 t/m 03-07-2010 Hitnotering: (Week 15 t/m 42) 07-08-2010 t/m 12-02-2010 Hitnotering: (Week 43 t/m 45) 12-03-2011 t/m 26-03-2011 Hitnotering: (Week 46 t/m 49) 09-04-2011 t/m 30-04-2011 Hitnotering: (Week 50 t/m 55) 21-05-2011 t/m 25-06-2011 | Hitnotering: (Week 1 t/m 11) 30-01-2010 t/m 10-04-2010 Hitnotering: (Week 12) 29-05-2010 Hitnotering: (Week 13 t/m 14) 26-06-2010 t/m 03-07-2010 Hitnotering: (Week 15 t/m 42) 07-08-2010 t/m 12-02-2010 Hitnotering: (Week 43 t/m 45) 12-03-2011 t/m 26-03-2011 Hitnotering: (Week 46 t/m 49) 09-04-2011 t/m 30-04-2011 Hitnotering: (Week 50 t/m 55) 21-05-2011 t/m 25-06-2011 | Hitnotering: (Week 1 t/m 11) 30-01-2010 t/m 10-04-2010 Hitnotering: (Week 12) 29-05-2010 Hitnotering: (Week 13 t/m 14) 26-06-2010 t/m 03-07-2010 Hitnotering: (Week 15 t/m 42) 07-08-2010 t/m 12-02-2010 Hitnotering: (Week 43 t/m 45) 12-03-2011 t/m 26-03-2011 Hitnotering: (Week 46 t/m 49) 09-04-2011 t/m 30-04-2011 Hitnotering: (Week 50 t/m 55) 21-05-2011 t/m 25-06-2011 | Hitnotering: (Week 1 t/m 11) 30-01-2010 t/m 10-04-2010 Hitnotering: (Week 12) 29-05-2010 Hitnotering: (Week 13 t/m 14) 26-06-2010 t/m 03-07-2010 Hitnotering: (Week 15 t/m 42) 07-08-2010 t/m 12-02-2010 Hitnotering: (Week 43 t/m 45) 12-03-2011 t/m 26-03-2011 Hitnotering: (Week 46 t/m 49) 09-04-2011 t/m 30-04-2011 Hitnotering: (Week 50 t/m 55) 21-05-2011 t/m 25-06-2011 | Hitnotering: (Week 1 t/m 11) 30-01-2010 t/m 10-04-2010 Hitnotering: (Week 12) 29-05-2010 Hitnotering: (Week 13 t/m 14) 26-06-2010 t/m 03-07-2010 Hitnotering: (Week 15 t/m 42) 07-08-2010 t/m 12-02-2010 Hitnotering: (Week 43 t/m 45) 12-03-2011 t/m 26-03-2011 Hitnotering: (Week 46 t/m 49) 09-04-2011 t/m 30-04-2011 Hitnotering: (Week 50 t/m 55) 21-05-2011 t/m 25-06-2011 | Hitnotering: (Week 1 t/m 11) 30-01-2010 t/m 10-04-2010 Hitnotering: (Week 12) 29-05-2010 Hitnotering: (Week 13 t/m 14) 26-06-2010 t/m 03-07-2010 Hitnotering: (Week 15 t/m 42) 07-08-2010 t/m 12-02-2010 Hitnotering: (Week 43 t/m 45) 12-03-2011 t/m 26-03-2011 Hitnotering: (Week 46 t/m 49) 09-04-2011 t/m 30-04-2011 Hitnotering: (Week 50 t/m 55) 21-05-2011 t/m 25-06-2011 | Hitnotering: (Week 1 t/m 11) 30-01-2010 t/m 10-04-2010 Hitnotering: (Week 12) 29-05-2010 Hitnotering: (Week 13 t/m 14) 26-06-2010 t/m 03-07-2010 Hitnotering: (Week 15 t/m 42) 07-08-2010 t/m 12-02-2010 Hitnotering: (Week 43 t/m 45) 12-03-2011 t/m 26-03-2011 Hitnotering: (Week 46 t/m 49) 09-04-2011 t/m 30-04-2011 Hitnotering: (Week 50 t/m 55) 21-05-2011 t/m 25-06-2011 | Hitnotering: (Week 1 t/m 11) 30-01-2010 t/m 10-04-2010 Hitnotering: (Week 12) 29-05-2010 Hitnotering: (Week 13 t/m 14) 26-06-2010 t/m 03-07-2010 Hitnotering: (Week 15 t/m 42) 07-08-2010 t/m 12-02-2010 Hitnotering: (Week 43 t/m 45) 12-03-2011 t/m 26-03-2011 Hitnotering: (Week 46 t/m 49) 09-04-2011 t/m 30-04-2011 Hitnotering: (Week 50 t/m 55) 21-05-2011 t/m 25-06-2011 | Hitnotering: (Week 1 t/m 11) 30-01-2010 t/m 10-04-2010 Hitnotering: (Week 12) 29-05-2010 Hitnotering: (Week 13 t/m 14) 26-06-2010 t/m 03-07-2010 Hitnotering: (Week 15 t/m 42) 07-08-2010 t/m 12-02-2010 Hitnotering: (Week 43 t/m 45) 12-03-2011 t/m 26-03-2011 Hitnotering: (Week 46 t/m 49) 09-04-2011 t/m 30-04-2011 Hitnotering: (Week 50 t/m 55) 21-05-2011 t/m 25-06-2011 | Hitnotering: (Week 1 t/m 11) 30-01-2010 t/m 10-04-2010 Hitnotering: (Week 12) 29-05-2010 Hitnotering: (Week 13 t/m 14) 26-06-2010 t/m 03-07-2010 Hitnotering: (Week 15 t/m 42) 07-08-2010 t/m 12-02-2010 Hitnotering: (Week 43 t/m 45) 12-03-2011 t/m 26-03-2011 Hitnotering: (Week 46 t/m 49) 09-04-2011 t/m 30-04-2011 Hitnotering: (Week 50 t/m 55) 21-05-2011 t/m 25-06-2011 | Hitnotering: (Week 1 t/m 11) 30-01-2010 t/m 10-04-2010 Hitnotering: (Week 12) 29-05-2010 Hitnotering: (Week 13 t/m 14) 26-06-2010 t/m 03-07-2010 Hitnotering: (Week 15 t/m 42) 07-08-2010 t/m 12-02-2010 Hitnotering: (Week 43 t/m 45) 12-03-2011 t/m 26-03-2011 Hitnotering: (Week 46 t/m 49) 09-04-2011 t/m 30-04-2011 Hitnotering: (Week 50 t/m 55) 21-05-2011 t/m 25-06-2011 | Hitnotering: (Week 1 t/m 11) 30-01-2010 t/m 10-04-2010 Hitnotering: (Week 12) 29-05-2010 Hitnotering: (Week 13 t/m 14) 26-06-2010 t/m 03-07-2010 Hitnotering: (Week 15 t/m 42) 07-08-2010 t/m 12-02-2010 Hitnotering: (Week 43 t/m 45) 12-03-2011 t/m 26-03-2011 Hitnotering: (Week 46 t/m 49) 09-04-2011 t/m 30-04-2011 Hitnotering: (Week 50 t/m 55) 21-05-2011 t/m 25-06-2011 | Hitnotering: (Week 1 t/m 11) 30-01-2010 t/m 10-04-2010 Hitnotering: (Week 12) 29-05-2010 Hitnotering: (Week 13 t/m 14) 26-06-2010 t/m 03-07-2010 Hitnotering: (Week 15 t/m 42) 07-08-2010 t/m 12-02-2010 Hitnotering: (Week 43 t/m 45) 12-03-2011 t/m 26-03-2011 Hitnotering: (Week 46 t/m 49) 09-04-2011 t/m 30-04-2011 Hitnotering: (Week 50 t/m 55) 21-05-2011 t/m 25-06-2011 | Hitnotering: (Week 1 t/m 11) 30-01-2010 t/m 10-04-2010 Hitnotering: (Week 12) 29-05-2010 Hitnotering: (Week 13 t/m 14) 26-06-2010 t/m 03-07-2010 Hitnotering: (Week 15 t/m 42) 07-08-2010 t/m 12-02-2010 Hitnotering: (Week 43 t/m 45) 12-03-2011 t/m 26-03-2011 Hitnotering: (Week 46 t/m 49) 09-04-2011 t/m 30-04-2011 Hitnotering: (Week 50 t/m 55) 21-05-2011 t/m 25-06-2011 |
| Week: | 1 | 2 | 3 | 4 | 5 | 6 | 7 | 8 | 9 | 10 | 11 | | 12 | | 13 | 14 | | 15 | 16 | 17 | 18 |
| --- | --- | --- | --- | --- | --- | --- | --- | --- | --- | --- | --- | --- | --- | --- | --- | --- | --- | --- | --- | --- | --- |
| Positie: | 12 | 18 | 24 | 24 | 31 | 63 | 44 | 49 | 81 | 81 | 92 | uit | 62 | uit | 91 | 94 | uit | 67 | 74 | 64 | 24 |
| Week: | 19 | 20 | 21 | 22 | 23 | 24 | 25 | 26 | 27 | 28 | 29 | 30 | 31 | 32 | 33 | 34 | 35 | 36 | 37 | 38 | 39 |
| Positie: | 30 | 28 | 19 | 47 | 53 | 60 | 66 | 51 | 66 | 82 | 91 | 87 | 96 | 66 | 78 | 94 | 77 | 50 | 62 | 51 | 42 |
| Week: | 40 | 41 | 42 | | 43 | 44 | 45 | | 46 | 47 | 48 | 49 | | 50 | 51 | 52 | 53 | 54 | 55 | | |
| Positie: | 63 | 67 | 96 | uit | 58 | 71 | 71 | uit | 73 | 62 | 63 | 85 | uit | 91 | 80 | 60 | 60 | 53 | 81 | uit | |